# Elk Grove (Wisconsin)
Elk Grove – miasto w Stanach Zjednoczonych, w stanie Wisconsin, w hrabstwie Lafayette.